# Cyber Marian

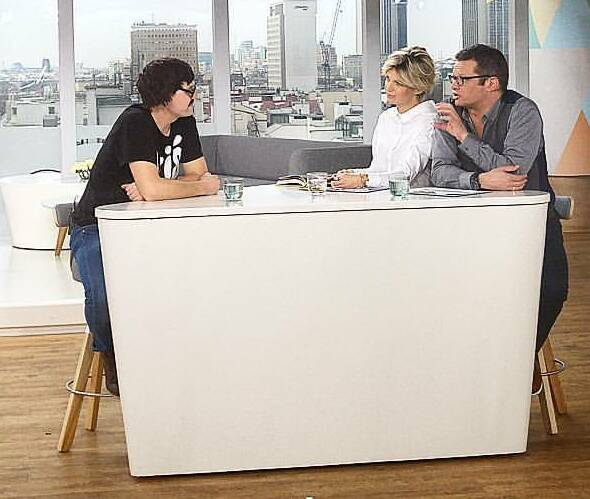
Cyber Marian, Magda Mołek i Marcin Meller w Dzień dobry TVN (2017).

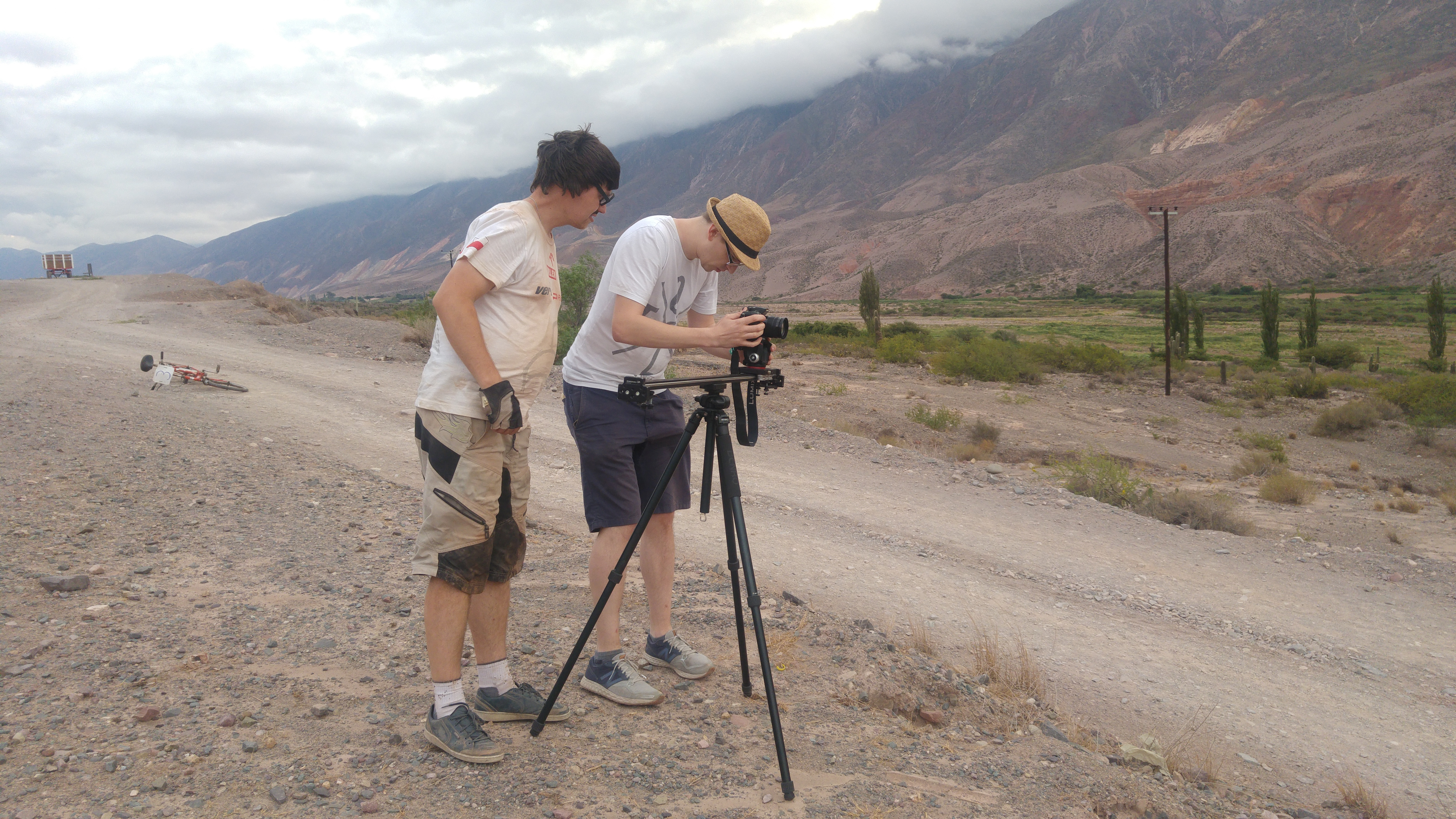
Cyber Marian i Miłosz Domoń na planie filmu Składakar w Argentynie.

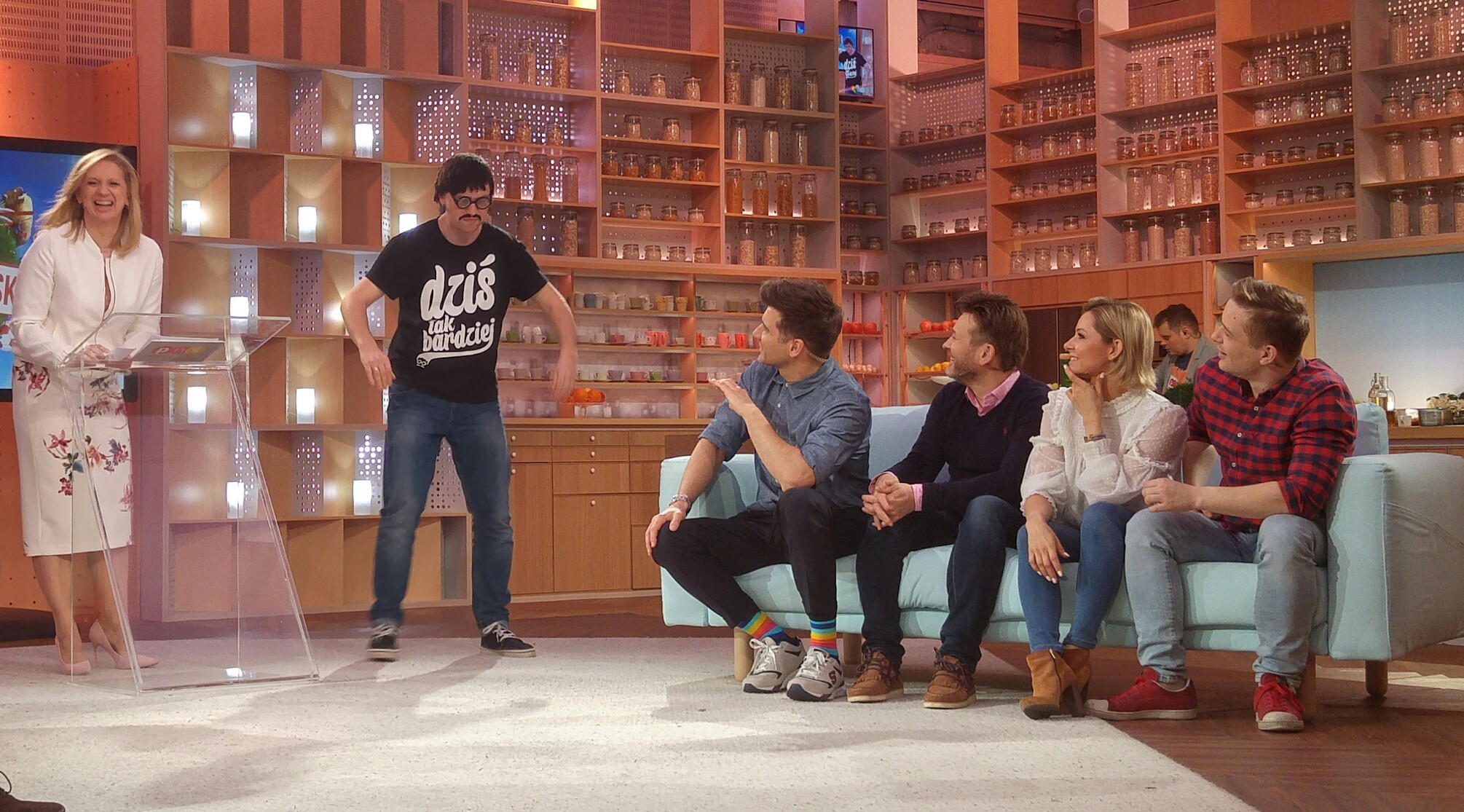
Cyber Marian, Marzena Rogalska i Tomasz Kammel w programie TVP2 Pytanie na śniadanie.

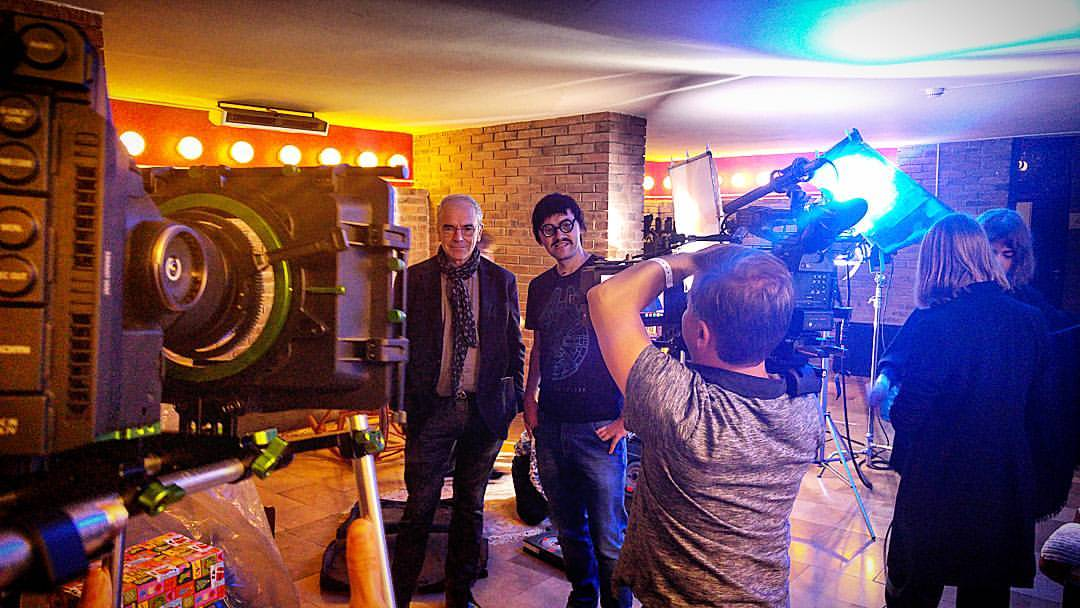
Cyber Marian i Sławomir Idziak na Film Spring Open 2016 w Krakowie.

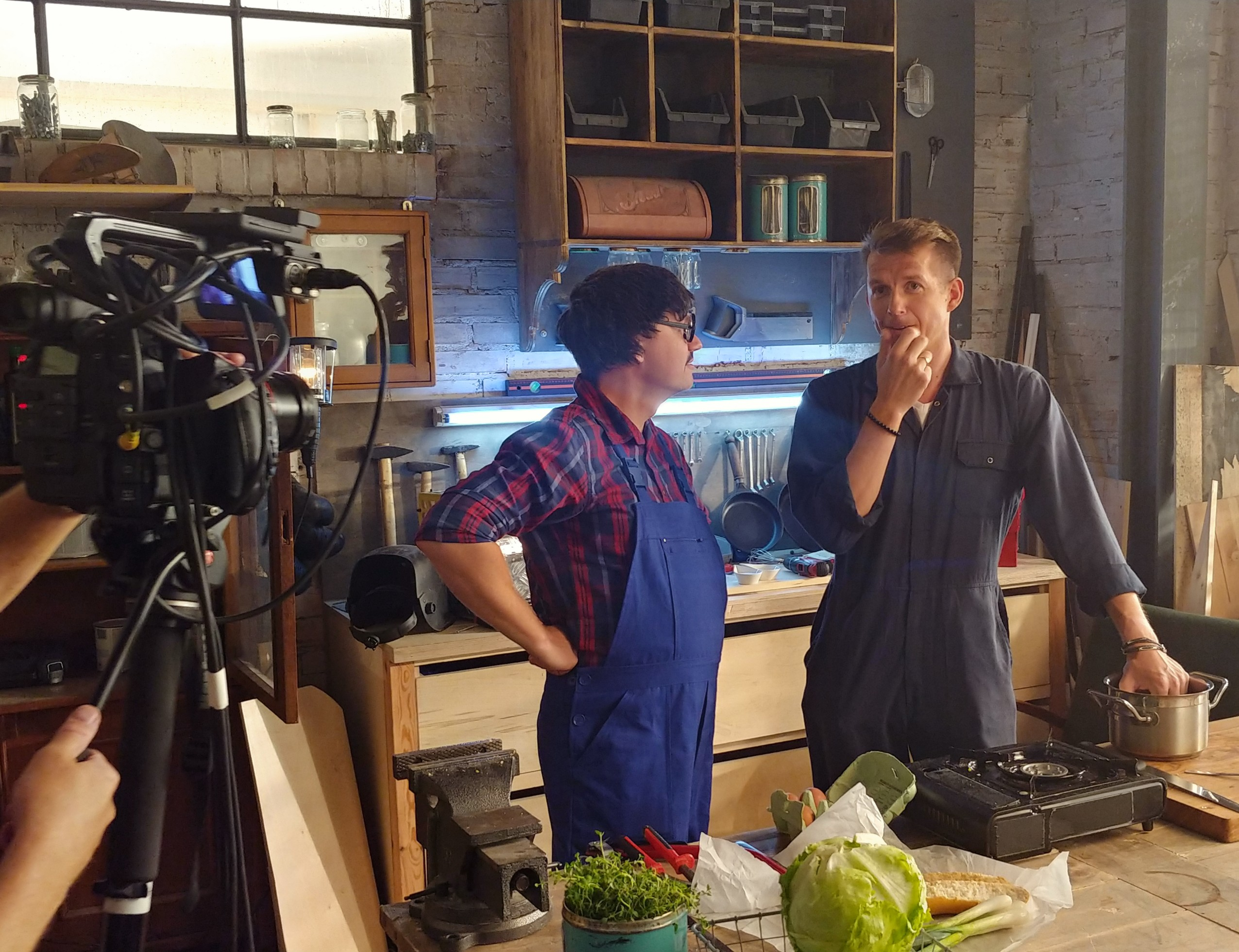
Cyber Marian i Karol Okrasa na planie programu Kuchnia Lidla

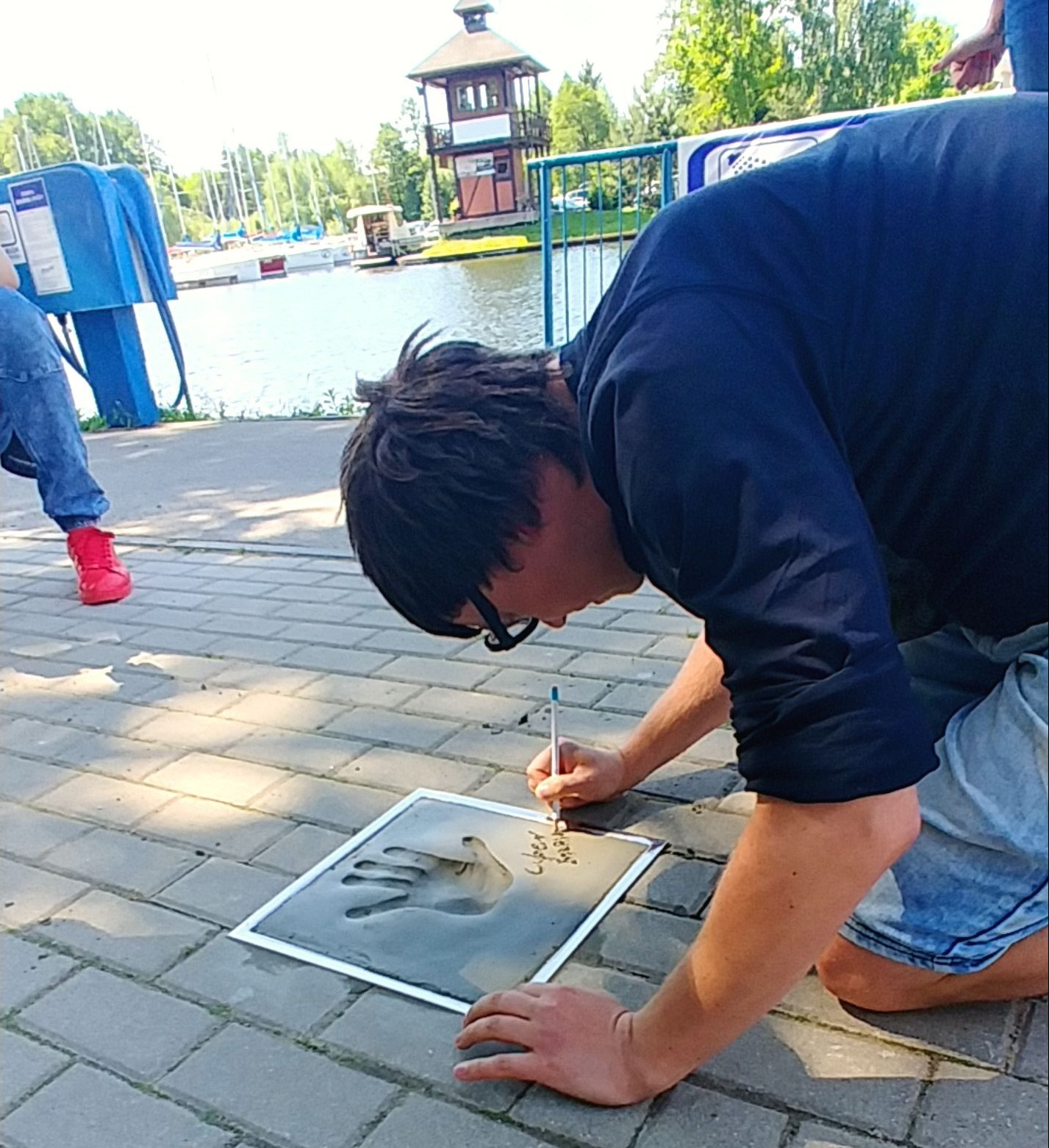
Cyber Marian otwierający Aleję Gwiazd w Węgorzewie (2019)

Cyber Marian, właśc. Dominik Makowski (ur. 9 lutego 1984 w Warszawie) – polski producent filmowy i osobowość internetowa. Od stycznia 2011 prowadzi kanał wideo w serwisie YouTube, pod nazwą Cyber Marian. Znany z serii filmów Ukryty polski MEGAMIX oraz Amerykańskie trailery polskich filmów. Laureat nagrody Grand Video Awards 2017 w kategorii Osobowość Roku.

## Życiorys

### Kariera
W 1997 wraz z przyjaciółmi założył grupę iluzjonistów Metamorphosis, z którą wkrótce zaczął występować na imprezach firmowych w całej Polsce.
W 2011 zaczął publikować treści wideo na YouTube pod nickiem Cyber Marian. By chronić swoją prywatność, przybrał alternatywny wizerunek – w filmach i podczas występów publicznych ukrywa się pod peruką, okularami i ciemnymi wąsami. Jego pierwsze filmiki nosiły tytuł „Bobiczek” i „Achtung! Arctic!”. Popularność zdobył dzięki filmowi Ukryty polski MegaMix, który zostały wybrany najlepszym wirusowym filmem 2011 według widzów TVN24. Kontynuując twórczość internetową, współtworzył programy telewizyjne: MegaMix – ukryty polski, Trolerkoster i Muzowkręt dla 4fun.tv oraz Spikani dla Rbl.tv. W marcu 2013 jego kanał został nagrodzony przez dyrekcję serwisu YouTube spersonalizowaną kampanią reklamową; 21 marca 2013 baner Cyber Mariana wyświetlany był przez cały dzień na głównej stronie serwisu, a mniejsze formy reklamowe były obecne w serwisie przez miesiąc. Również w 2013 na potrzeby gali nagród Węże przygotował zwiastun pięciu filmów nominowanych do nagrody Wielkiego Węża 2013.
2 kwietnia 2015 opublikował na YouTube parodię trailera siódmej części Szybkich i wściekłych. Film w kilka dni zdobył popularność na całym świecie, artykuły o nim opublikowały serwisy, takie jak m.in. „The Mirror”, „Metro”, „Smosh” czy „UNILAD”. Również w 2015 został laureatem nagród: MIXX (w kategorii wideo on-line) oraz Golden Arrow (w kategorii marketing wirusowy za kampanię reklamową „Środy z Orange” zrealizowaną dla firmy Orange). Ponadto zajął pierwsze miejsce w raporcie organizacji Press-Service Monitoring Mediów, podsumowującym wartość ekwiwalentu reklamowego gwiazd polskiego YouTube’a z wynikiem 6 121 441 zł.
W styczniu 2016 wystartował w rajdzie Dakar w Buenos Aires. Przez sześć dni przejechał blisko 4000 km, aby na zlecenie PKN Orlen nakręcić swoją pierwszą zagraniczną produkcję – powstał w ten sposób film pt. Składakar. 4 października 2016 na zaproszenie Sławomira Idziaka był gościem Film Spring Open w Krakowie. W tym czasie wydał też książkę autobiograficzną pt. Dziś tak bardziej. Od 8 do 22 listopada 2016 odbywał ogólnopolską trasę promocyjną książki.
W lutym 2017 w analizie przygotowanej przez organizację Press-Service Monitoring Mediów, podsumowującej obecność medialną 100 najpopularniejszych pod względem liczby subskrybentów polskich youtuberów w 2016, zajął pierwsze miejsce z wynikiem 1458 publikacji na jego temat w internecie, prasie, radiu i telewizji. 3 lutego 2017 opublikował swoją produkcję pt. Wojownicy Złomu, promującą czwarty sezon programu Złomowisko PL dla Discovery Channel Polska. Wystąpił również w teleturniejach: Familiada (2017) i Big Music Quiz (2018). W 2019 wystąpił w programie rozrywkowym Polsatu Piosenki z drugiej ręki, w którym wykonał hity: „Das Maluch” z Adamem Fidusiewiczem oraz „Wąs, Wąs, Wąs” z Fidusiewiczem i Sławomirem.
1 czerwca 2019 opublikował w serwisach Google Play (Android) i App Store (iOS) wyprodukowaną przez siebie grę mobilną „CyberJunk”, która w ciągu 48 godzin od premiery została pobrana ponad 10 tys. razy i zajęła trzecie miejsce w kategorii „Najlepsze gry” w Google Play. 2 czerwca 2019 z inicjatywy Młodzieżowej Rady Miejskiej w Węgorzewie jako pierwszy odcisnął swoją dłoń na nowo powstałej Alei Gwiazd.
25 sierpnia 2020 roku został ambasadorem kampanii „Poznaj Moc Zawodowca”, mającej na celu promowanie wśród młodzieży szkolnictwa branżowego. Na potrzeby kampanii wyprodukował cykl filmów publikowanych na kanałach projektu w mediach społecznościowych. W grudniu 2020 roku, we współpracy ze studiem deweloperskim CD Projekt RED, wyprodukował film „Cyberpunk 1977” na potrzeby promocji gry Cyberpunk 2077, ponadto zagrał jedną z głównych ról w filmie. 6 października 2021 roku film zdobył główną nagrodę w kategorii gaming podczas gali Grand Video Awards.

### Działalność charytatywna
Współpracuje z fundacjami zajmującymi się wspieraniem ludzi chorych na raka: „Pokonaj Raka”, „Rak’n’Roll”, „Sowie Oczy”, „Alivia Onkofundacja”, „Herosi”, „Kapitan Światełko” i „Fundacja Pomocy Dzieciom z Chorobą Nowotworową”.
W styczniu 2014 wystąpił w charytatywnym teledysku pt. Zapomniany zrealizowanym w Instytucie Matki i Dziecka w Warszawie. Główne role zagrali w nim pacjenci oddziału onkologii i podopieczni Fundacji „Herosi”.
3 lutego 2017 zagrał w charytatywnym meczu piłki halowej w ramach akcji Domeyko Dzieciom. 9 lutego 2018 ponownie wziął udział w meczu Futsal podczas akcji charytatywnej Domeyko Dzieciom. W 2018 wziął udział w rajdzie Onko Tour 2018, podczas którego wraz z podopiecznymi Fundacji „Pokonaj Raka” przejechał rowerem ponad 400 km trasą Green Velo wzdłuż wschodniej granicy Polski. W sierpniu 2021 ponownie wziął udział w rajdzie Onko Tour, tym razem z podopiecznymi Fundacji „Pokonaj Raka” pokonując rowerem trasę z Rzeszowa do Kielc.
Od listopada 2018 jest ambasadorem akcji Movember Polska, której celem jest zwiększanie świadomości na temat chorób nowotworowych wśród mężczyzn. Podczas piątej edycji kampanii stworzył nową wersję teledysku do utworu „Wąs, Wąs, Wąs!”, w której wystąpili m.in. kierowcy rajdowi Kamil Winnicki i Filip Nivette.
W marcu 2019 został jednym z ambasadorów kampanii „Wciąż jestem tym, kim byłem” fundacji Pomocy Dzieciom z Chorobą Nowotworową. 17 marca 2019 w Arenie Ursynów w Warszawie komentował na żywo mecz gwiazd w ramach akcji charytatywnej Wykopmy Raka dla Fundacji „Rak’n’Roll Wygraj Życie”. W lutym 2020 roku z okazji Światowego Dnia Walki z Rakiem wspierał akcję „Zdrowiej” organizowaną przez Polskie Amazonki Ruch Społeczny.

### Życie prywatne
Jest synem pedagogów teatralnych. Ma dwóch braci, starszego o 10 lat Maksymiliana, który jest menadżerem i kierownikiem produkcji jego filmów oraz młodszego o trzy lata Jacka. Studiował pedagogikę, jednak studiów nie ukończył. Jest żonaty z Urszulą, z domu Bączkowską.

### Choroba
W młodości zdiagnozowano u niego chorobę Scheuermanna. W 2003 zachorował na chłoniaka Hodgkina, leczył się przez kolejne siedem lat, w tym czasie przeszedł m.in. dwa autologiczne przeszczepy szpiku. Historię walki z chorobą przedstawił w książce pt. „Szeregowy chłoniak”, która ukazała się w 2010 nakładem wydawnictwa Duc In Altum.

## Nagrody i nominacje
| Rok  | Tytuł                 | Kategoria                                                                                               | Nagroda    |
| ---- | --------------------- | --- | ---------- |
| 2015 | Golden Arrow          | marketing internetowy – marketing wirusowy                                                              | zwycięzca  |
| 2015 | Golden Arrow          | marketing internetowy – kampania internetowa                                                            | nominacja  |
| 2015 | MIXX Awards           | Strategies & objectives – marketing wizerunkowy                                                         | nominacja  |
| 2015 | MIXX Awards           | Tools & Tactics – wideo on-line                                                                         | zwycięzca  |
| 2015 | Złote Spinacze        | PR Produktu                                                                                             | nominacja  |
| 2015 | Grand Video Awards    | Branded content – film Brzydcy i wściekli (Orange)                                                      | nominacja  |
| 2015 | Grand Video Awards    | Branded content – film Ukryty Cyber BMX (Rockstar Energy Drink)                                         | nominacja  |
| 2015 | Grand Video Awards    | nagroda publiczności – film Brzydcy i wściekli (Orange)                                                 | nominacja  |
| 2016 | MIXX Awards (brąz)    | Branded content – Historie na kartę (Orange)                                                            | zwycięzca  |
| 2016 | MIXX Awards (brąz)    | Online Marketing with Influencer – Historie na kartę (Orange)                                           | zwycięzca  |
| 2016 | MIXX Awards (brąz)    | Video on-line – Historie na kartę (Orange)                                                              | zwycięzca  |
| 2016 | MIXX Awards (brąz)    | Online Marketing with Influencer – Łap jaja (kampania społeczna)                                        | zwycięzca  |
| 2016 | MIXX Awards (brąz)    | Public service and non-profit campaign – Łap jaja (kampania społeczna)                                  | zwycięzca  |
| 2016 | Creators Video Awards | Kampania roku – Historie na kartę (Orange)                                                              | nominacja  |
| 2016 | Creators Video Awards | Video roku – Wąs! Wąs! Wąs!                                                                             | nominacja  |
| 2017 | EFFIE Awards (srebro) | Branded content – Wojownicy Złomu (Discovery Channel)                                                   | zwycięzca  |
| 2017 | EFFIE Awards          | Branded Content – Zombie (Nestle)                                                                       | nominacja  |
| 2017 | EFFIE Awards          | Pro Bono – Łap jaja (kampania społeczna)                                                                | nominacja  |
| 2017 | Grand Video Awards    | Branded content – film Kosmiczny Złom (Discovery Channel)                                               | nominacja  |
| 2017 | Grand Video Awards    | Nagroda Widzów – film Kosmiczny Złom (Discovery Channel)                                                | nominacja  |
| 2017 | Grand Video Awards    | Osobowość roku                                                                                          | zwycięzca. |
| 2018 | Grand Video Awards    | Gaming – film Wciągło mnie do gier (Acer)                                                               | nominacja  |
| 2018 | Grand Video Awards    | Nagroda specjalna banku BGŻ BNP Paribas (obecnie BNP Paribas Polska) – film Wciągło mnie do gier (Acer) | zwycięzca  |
| 2020 | Best Stream Awards    | Najlepszy program komediowy                                                                             | zwycięzca  |
| 2021 | Grand Video Awards    | Nagroda Widzów – film Cyberpunk 1977 (CD Projekt RED)                                                   | nominacja  |
| 2021 | Grand Video Awards    | Nagroda specjalna Audio Network – film „Wciągło mnie do gier 3" (Nvidia)                                | zwycięzca  |
| 2021 | Grand Video Awards    | Gaming – film Cyberpunk 1977 (CD Projekt Red)                                                           | zwycięzca  |

## Filmografia
| Rok  | Film        | Rola        | Reżyseria           |
| ---- | ----------- | ----------- | ------------------- |
| 2021 | Czarna Owca | jako on sam | Aleksander Pietrzak |

## Publikacje
- Szeregowy Chłoniak (wyd. Duc In Altum, 2010, ISBN 978-83-607-1014-2)
- Dziś tak bardziej (wyd. Insignis Media, 2016, ISBN 978-83-65315-68-7)[69].